# Alex Britti
Alex Britti (23 de agosto de 1968, Roma) é um cantor italiano. Para além da voz, é conhecido por ser um extraordinário guitarrista.
A carreira de Alex Britti teve início no verão de 1998 quando o seu single Solo una volta (o tutta la vita) subiu ao primeiro lugar dos tops italianos.
Em Outubro de 1998 lançou o primeiro álbum, It.Pop que vendeu mais de 300 mil cópias.
Em 1999 concorreu ao Festival de Sanremo, vencendo na categoria Nuove Proposte com a canção Oggi sono io, que alguns anos depois foi cantada também por Mina.
Em 2000 lançou o seu último álbum, La vasca, e os seus dois singles Una su un milione e La vasca levaram-no novamente aos lugares cimeiros das tabelas de música.
Em 2001 participou novamente no Festival de Sanremo com Sono contento, onde obteve o sétimo lugar. Em 2003 voltou com 7000 caffè, onde se classificou em segundo lugar, depois de Alexia. Então, publicou o seu terceiro álbum, “3”, que contém os singles La vita sognata e Lo zingaro felice.
Em 2005 publicou o seu quarto álbum intitulado Festa, no qual estão presentes três canções compostas em colaboração com Maurizio Costanzo. Do álbum foram retirados três singles: "Prendere O Lasciare", "Festa" e "Quanto Ti Amo".
Em 2006 regressou ao Festival de Sanremo com ...Solo con te, classificando-se em terceiro lugar na categoria masculina. No mesmo ano da colaboração com Edoardo Bennato, nasce o dueto Notte di mezza estate, colaboração que leva os dois artistas a percorrer toda a Itália numa tournée em conjunto.

## Discografia
- It.Pop (1998)
- La vasca (2000)
- Tre (2003)
- Festa (2005)
- Alex Britti: MTV Unplugged (2008)
- .23 (2009)